# پاریس در دوران بازگشت بوربون‌ها

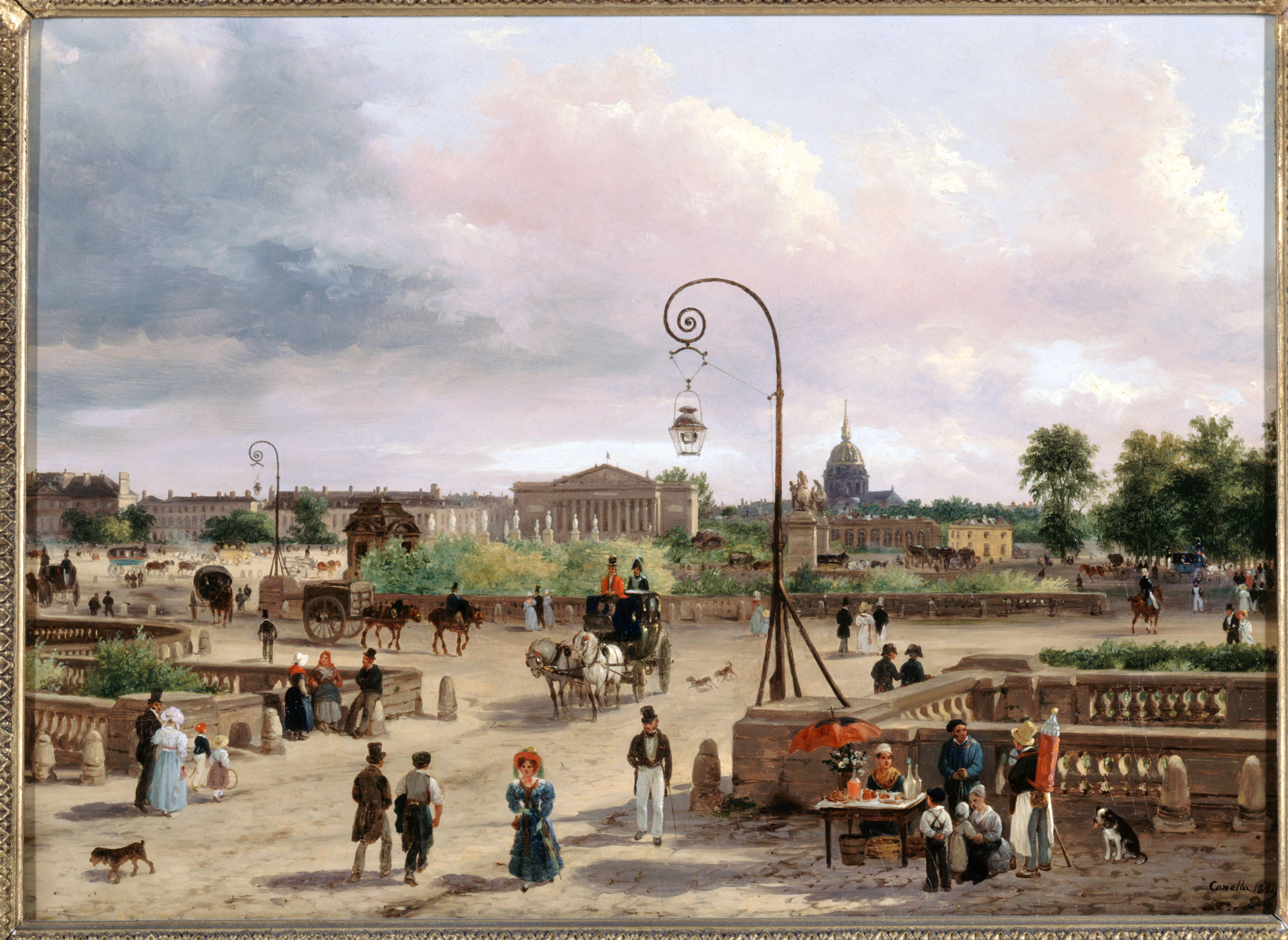
میدان لوئی پانزدهم در سال ۱۸۲۹ که امروزه به نام میدان کنکورد معروف است

پاریس در دوران بازگشت بوربون‌ها (انگلیسی: Paris during the Bourbon Restoration) در جریان بازگشت بوربون‌ها به سلطنت فرانسه میان سال‌های (۱۸۱۵–۱۸۳۰) که متعاقب سقوط ناپلئون بناپارت شکل گرفت، پاریس توسط یک دولت محلی سلطنتی اداره می‌شد که تلاش داشت بسیاری از تغییرات ایجادشده در این شهر به موازات انقلاب فرانسه را تغییر دهد. جمعیت این شهر از ۷۱۳۹۶۶ نفر در سال ۱۸۱۷ میلادی به ۷۸۵۸۸۶ نفر در سال ۱۸۳۱ افزایش یافت.